# Harlond
Harlond (Puerto del Sur en la lengua sindarin) es el nombre de dos lugares ficticios del legendarium del escritor J. R. R. Tolkien. Hace referencia a dos puertos de la Tierra Media, uno en el Reino de Lindon y otro en el de Gondor.
El de Lindon estaba situado en la parte sur del Golfo de Lhûn, en la parte del reino llamada Harlindon. 
El de Gondor era el puerto de la ciudad de Minas Tirith. Estaba situado al sur de la ciudad, en la orilla oeste del río Anduin y dentro del Rammas Echor. En él desembarcaron la Compañía Gris y todos los soldados que reunieron en Gondor para la defensa de Minas Tirith en la Batalla de los Campos del Pelennor.

## Referencia bibliográfica
- J. R. R. Tolkien (1977). El Silmarillion. Madrid: Minotauro. ISBN 84-450-7139-4.

- J. R. R. Tolkien (1998). El Señor de los Anillos. Madrid: Minotauro. ISBN 978-84-450-7179-3.

- Datos: Q113289323